# Jezioro morenowe

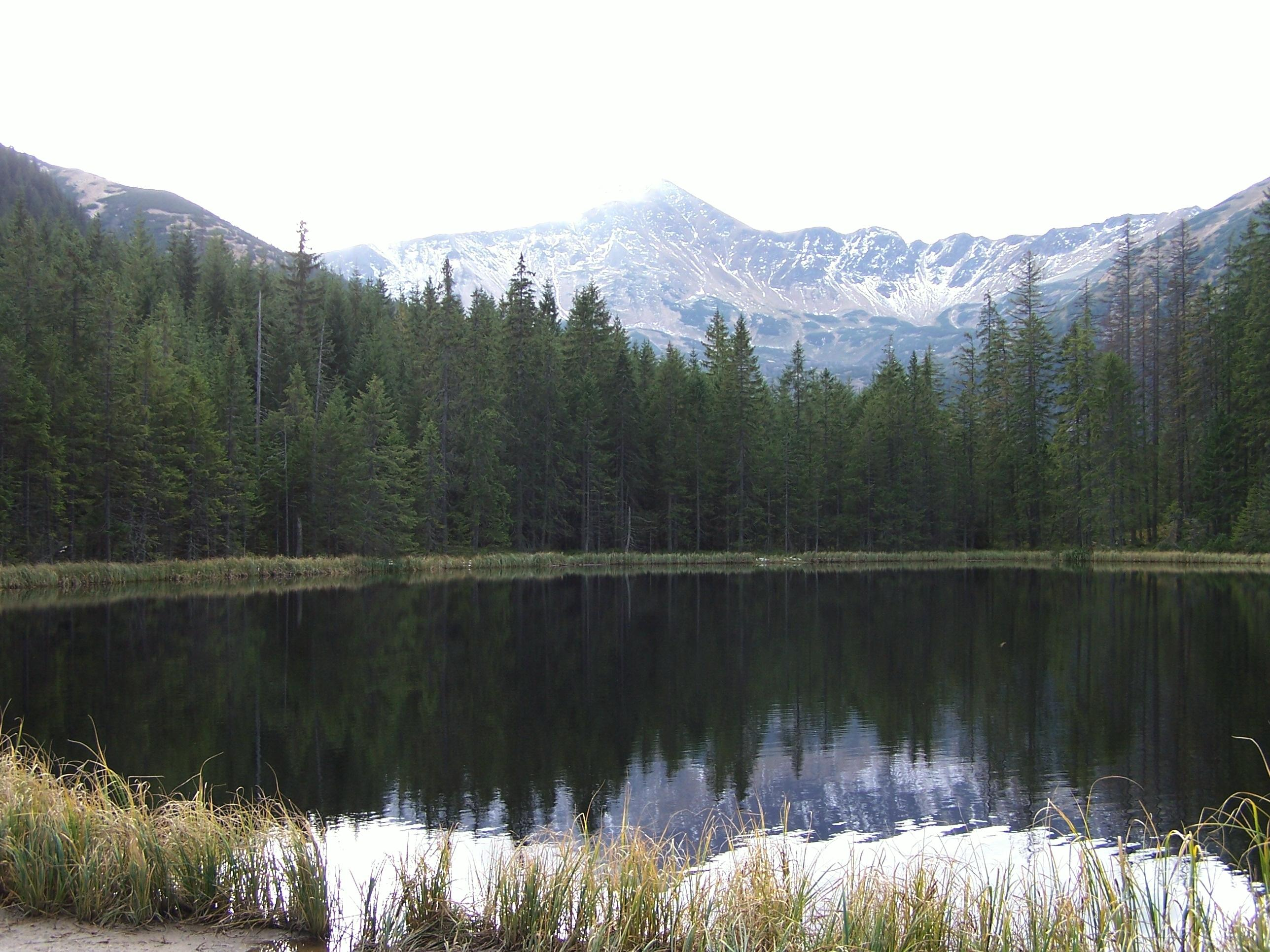
Smreczyński Staw – przykład jeziora morenowego

Jezioro morenowe – rodzaj jezior polodowcowych, powstałych w obniżeniu pomiędzy wzniesieniami
moren czołowych lub w obniżeniu moreny dennej. Charakteryzują się dużą powierzchnią, małą głębokością, rozwiniętą linią brzegową i łagodnymi brzegami.
Przykładami są jeziora: Śniardwy, Mamry, Niegocin w Krainie Wielkich Jezior Mazurskich, a także niektóre jeziora Finlandii. Jeziora morenowe zdarzają się również w górach. W polskich Tatrach przykładem jest Smreczyński Staw.